# Cherub Rock
"Cherub Rock" är en låt av det amerikanska rockbandet The Smashing Pumpkins, skriven av sångaren och gitarristen Billy Corgan. Den är första spåret såväl som första singeln från albumet Siamese Dream. Singeln utgavs den 13 juli 1993.
"Cherub Rock" var en av de sista låtarna som skrevs för albumet, och texten handlar om Corgans syn på indierockvärlden och större media. Låten är komponerad i standardstämning och bygger kring ett oktavackord i giss som spelas på elfte bandet. Detta ackord förekommer även i låtar som "Drown", "Tristessa" och "Starla". Låten innehåller också ett solo på drygt en minut.

## Musikvideo
Videon till låten regisserades av Kevin Kerslake och spelades in vid en skog i San Francisco. Kerslake använde olika tekniker för att få videon att se trasig och sliten ut, något som Billy Corgan inte alls blev nöjd med. Gruppen samarbetade därför aldrig mer med Kerslake.

## Låtlistor och format
Alla låtar skrivna av Billy Corgan om inget annat anges.
CD / 12"-singel
1. "Cherub Rock" – 4:59
2. "Pissant" – 2:30
3. "French Movie Theme" / "Star-Spangled Banner" (Francis Scott Key) – 3:50

7"-singel (endast 5000 exemplar tryckta)
1. "Cherub Rock" – 4:59
2. "Purr Snickety" – 2:50

7"-singel (från Siamese Singles-samlingsboxen)
1. "Cherub Rock" – 4:59
2. "Siamese Dream" – 2:40

## Medverkande
- Billy Corgan – sång, gitarr
- James Iha – gitarr
- D'arcy Wretzky – bas
- Jimmy Chamberlin – trummor